# Ormyrus chevalieri
Ormyrus chevalieri är en stekelart som först beskrevs av Jean Risbec 1955.  Ormyrus chevalieri ingår i släktet Ormyrus och familjen kägelglanssteklar. Inga underarter finns listade i Catalogue of Life.